# V2G

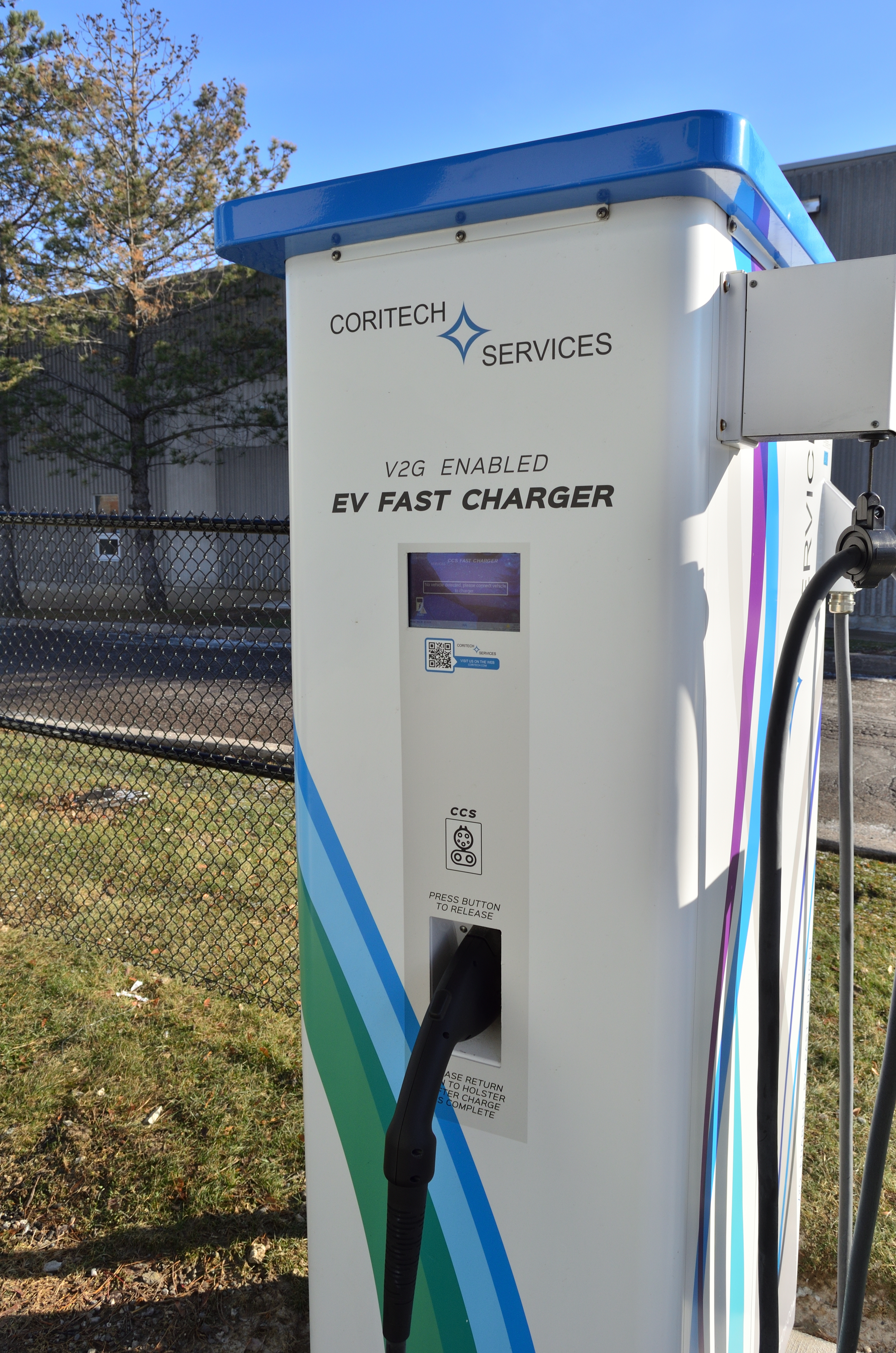

Vehicle-to-grid (V2G), traducido del inglés como "del vehículo a la red”, describe un sistema en el cual la energía puede ser vendida a la red eléctrica por el conductor de un vehículo todo-eléctrico o híbrido enchufable, cuando este es conectado a la red en los momentos que no se use para el transporte. Alternativamente, cuando las baterías del coche necesiten ser recargadas, el flujo se invertirá y la electricidad fluirá de la red al vehículo.
El V2G puede ser usado con vehículos eléctricos (BEV) o híbridos que dispongan de enchufe. La mayor parte de los vehículos permanecen aparcados un 95% del tiempo, sus baterías podrían ser usadas dejando que la electricidad fuera del coche a las líneas de conducción eléctrica y al revés. 

## Existen tres versiones del V2G
- Un vehículo de combustión (híbrido o propulsado solo por fuel) que genera energía del combustible almacenado, usando su generador para producir la energía cuando hay una necesidad muy grande de electricidad. 
- Un vehículo con batería o híbrido que usa su exceso de energía dándoselo a la red en los momentos de máxima necesidad. Estos vehículos pueden ser recargados durante las horas de menos necesidad en tarifas más baratas, ayudando a absorber la generación de energía durante la noche. 
- Un vehículo solar que usa su exceso de energía para dársela a la red. Tales sistemas han sido usados desde los años 1990 y rutinariamente son usados en el caso de vehículos grandes, como cohetes.

## Proyectos
Un proyecto importante sobre el sistema V2G se está llevando en Estados Unidos en la Universidad de Delaware. El equipo de investigadores incluye al profesor Willett Kempton, un pionero de la tecnología V2G, colaborando también con la empresa californiana AC Propulsion, creadora del término V2G, para mejorar tanto los sistemas de carga como los automóviles y sus sistemas de almacenaje.
La isla danesa de Bornholm, con 40.000 habitantes, a través de un proyecto europeo, denominado EDISON (Electric Vehicles in a Distributed and Integrated Market using Sustainable Energy and Open Networks), va a servir de banco de pruebas. Pretenden utilizar las baterías de los vehículos de la isla (en un futuro quieren que todos los coches sean eléctricos) para aprovechar mejor la energía eólica. Los responsables del proyecto estiman que en la actualidad el 20% de la energía de Bornholm procede del viento. Con este sistema de V2G, creen que el aprovechamiento eólico podría llegar hasta el 50%.
También algunas compañías eléctricas están estudiando proyectos de V2G. La Pacific Gas and Electric Company (PG&E), con sede en San Francisco (EE. UU.) utiliza varios Toyota Prius de su propiedad en un sistema V2G en el campus de Google, en Mountain View, California. Por su parte, Xcel Energy, con sede en Minneapolis (EE. UU.), experimenta con seis Ford Escape híbridos.
El consorcio Grid for Vehicle (G4V), con el apoyo de EURELECTRIC,  ha organizado una Conferencia en Bruselas para presentar el resultado final de su proyecto de investigación de ámbito europeo.